# Episodi di A tutto reality - Azione!
Questa è la lista degli episodi di A tutto reality - Azione!, una serie animata televisiva canadese che ha debuttato l'11 gennaio 2009. sul canale Teletoon. La seconda stagione è composta da 26 episodi dalla durata di 22 minuti ciascuno e uno speciale di 44 minuti.
Nel comunicato Teletoon, all'inizio di ogni episodio, Chris McLean racconta un'introduzione vocale con un disclaimer scritto così: "Questo episodio di TDA contiene scene di estreme acrobazie eseguite da ragazzi animati. Non ripetete ciò che vedete in questo programma. Scherzi a parte, potrebbe davvero succedere un casino". Negli USA Cartoon Network crea un disclaimer con una valutazione di TV-PG-D prima di richiudere lo spettacolo precedente.
| nº      | Titolo originale                     | Titolo italiano                                   | Prima TV Canada   | Prima TV USA      | Prima TV Italia  |
| ------- | ------------------------------------ | ------------------------------------------------- | ----------------- | ----------------- | ---------------- |
| 1       | Monster Cash                         | La nuova avventura                                | 11 gennaio 2009   | 11 giugno 2009    | 31 ottobre 2010  |
| 2       | Alien Resurr-eggtion                 | Ova-zione aliena                                  | 18 gennaio 2009   | 18 giugno 2009    | 31 ottobre 2010  |
| 3       | Riot on set                          | Sfida strappalacrime                              | 25 gennaio 2009   | 25 giugno 2009    | 31 ottobre 2010  |
| 4       | Beach Blanket Bogus                  | Festa in spiaggia                                 | 1º febbraio 2009  | 2 luglio 2009     | 1º novembre 2010 |
| 5       | 3:10 to Crazytown                    | Quel treno per Crazytown                          | 8 febbraio 2009   | 9 luglio 2009     | 1º novembre 2010 |
| 6       | The Aftermath                        | Il "Doposhow": Il declino di Trent                | 15 febbraio 2009  | 16 luglio 2009    | 5 novembre 2010  |
| 7       | The Chefshank Redemption             | Stinco di Chef                                    | 5 aprile 2009     | 23 luglio 2009    | 6 novembre 2010  |
| 8       | One Flu Over the Cuckoos             | Una pizza buona... da morire                      | 12 aprile 2009    | 30 luglio 2009    | 11 novembre 2010 |
| 9       | The Sand Witch Project               | Intrighi ed orrore                                | 19 aprile 2009    | 6 agosto 2009     | 12 novembre 2010 |
| 10      | Master of Disasters                  | Campioni di disastri                              | 26 aprile 2009    | 13 agosto 2009    | 13 novembre 2010 |
| 11      | Full Metal Drama                     | Full Metal Action                                 | 3 maggio 2009     | 20 agosto 2009    | 19 novembre 2010 |
| 12      | The Aftermath II                     | Il "Doposhow": Dimenticare Gwen                   | 10 maggio 2009    | 27 agosto 2009    | 20 novembre 2010 |
| 13      | Ocean's Eight - Or Nine              | Ocean 8... o 9                                    | 24 giugno 2009    | 3 settembre 2009  | 26 novembre 2010 |
| 14      | One Million Bucks, B.C.              | L'età preisterica                                 | 10 settembre 2009 | 10 settembre 2009 | 27 novembre 2010 |
| 15      | Million Dollar Babies                | Una prova... di forza                             | 17 settembre 2009 | 17 settembre 2009 | 3 dicembre 2010  |
| 16      | Dial M for Merger                    | Una bomba a orologeria                            | 1º ottobre 2009   | 24 settembre 2009 | 4 dicembre 2010  |
| 17      | Super Hero-ld                        | Super Harold                                      | 8 ottobre 2009    | 1º ottobre 2009   | 10 dicembre 2010 |
| 18      | The Aftermath III                    | Il "Doposhow": Bisogna saper perdere              | 22 ottobre 2009   | 8 ottobre 2009    | 11 dicembre 2010 |
| 19      | The Princess Pride                   | Orgoglio di principessa                           | 5 novembre 2009   | 15 ottobre 2009   | 17 dicembre 2010 |
| 20      | Get a Clue                           | Cogli l'indizio                                   | 12 novembre 2009  | 22 ottobre 2009   | 18 dicembre 2010 |
| 21      | Rock N'Rule                          | Vizi da rockstar                                  | 19 novembre 2009  | 29 ottobre 2009   | 24 dicembre 2010 |
| 22      | Crouching Courtney, Hidden Owen      | Vittoria in vetta                                 | 19 novembre 2009  | 5 novembre 2009   | 25 dicembre 2010 |
| 23      | 2008: A Space Owen                   | Eroi dello spazio                                 | 26 novembre 2009  | 12 novembre 2009  | 31 dicembre 2010 |
| 24      | Top Dog                              | Il numero uno                                     | 26 novembre 2009  | 19 novembre 2009  | 1º gennaio 2011  |
| 25      | Mutiny on the Soundstage             | Il gran finale                                    | 3 dicembre 2009   | 3 dicembre 2009   | 7 gennaio 2011   |
| 26      | The Aftermath IV                     | Il "Doposhow": Chi vuole scegliere il milionario? | 10 dicembre 2009  | 10 dicembre 2009  | 8 gennaio 2011   |
| Special | Celebrity Manhunt's TDA Reunion Show | Caccia alle celebrità                             | 10 giugno 2010    | 6 aprile 2010     | 28 novembre 2011 |

## La nuova avventura
- Titolo originale: Monster Cash

### Trama
Come già anticipato alla fine della stagione precedente, circa due giorni dopo gli eventi dell'ultima puntata di A tutto reality - L'isola, i 14 concorrenti arrivano in una città desolata dove Chris li raccoglie con un camion e li trasporta per la loro nuova casa temporanea. Viene rivelato ai concorrenti che le sfide saranno a tema cinematografico e chi verrà eliminato, tramite la consegna dei "Chris d'Oro", dovrà camminare sulla Limuschif. Mentre sono in una città, Chris inizia a parlare di come una volta quest'ultima era un noto ed importante studio cinematografico, finché non ci furono alcuni problemi con il mostro animatronix che andò fuori controllo. La sfida è quella di giungere alla roulotte degli attori senza farsi prendere dal mostro. Tutti, tranne DJ, corrono fuori dal camioncino per andare verso le roulotte, ma ben presto vengono presi e rinchiusi in un castello gonfiabile. Rimane libero solo Owen che, dopo una camminata di 10 ore, trova finalmente i suoi compagni e li libera, bucando il gonfiabile. Chris spiega, così, la seconda parte della sfida che prevede la suddivisione tra maschi e femmine: i vincitori avranno l'obbligo di scegliersi la roulotte in cui alloggiare. La sfida consiste semplicemente nel trovare una chiave nascosta su una tavola imbandita di cibo finto; tuttavia, Owen non comprende e si mangia ogni portata ingoiando anche la chiave da cercare. Solo dopo aver digerito Owen riesce ad ottenere la chiave da lui ingerita, e quindi spetta a lui la decisione su quale roulotte scegliere. Owen sceglie proprio quella distrutta, ma il mostro, guidato da Chef, per pareggiare il conto, distrugge anche l'altra che sarebbe dovuta spettare alle ragazze.
- Vincitori: Maschi
- Premio: Scelta della roulotte
- Genere cinematografico: Mostri
- Concorrenti: Geoff, Bridgette, Trent, Gwen, DJ, Izzy, Heather, Leshawna, Justin, Lindsay, Harold, Owen, Beth, Duncan

## Ova-zione aliena
- Titolo originale: Alien Resurr-eggtion

### Trama
In quest'episodio la sfida riguarda il genere alieno. Chris dice ai 14 concorrenti che dovranno sfuggire da Mamma Aliena e rubare le uova aliene per guadagnarsi l'immunità, dando a tutti dei navigatori GPS. Nel set i concorrenti si trovano in serie difficoltà e ad uno ad uno vengono colpiti da della gelatina sparata da una pistola, e quindi vengono eliminati dalla sfida. Essendo esperti in film d'alieni, Duncan e Gwen, insieme a Trent e DJ, vanno tutti nella sala caldaie, dato che in ogni film d'alieni le uova sono sempre lì, ed infatti le trovano. Ciascuno di loro ne prende una, ma Chef entra nella sala e spara a DJ mentre Gwen, Trent e Duncan riescono a scappare. Fuori dal set incontrano Chris che, con il suo elicottero, spara una bomba piena di gelatina verde che colpisce il set, soprattutto Duncan che perde il suo uovo e viene così costretto ad abbandonare la sfida; tuttavia, Trent e Gwen, non essendosi fatti colpire dalla gelatina, prendono le uova e diventano i vincitori della sfida. Nonostante ciò, i due diventano i capitani di due squadre diverse e vengono, quindi, separati forzatamente. Nella cerimonia dei Chris d'Oro vengono eliminati Geoff e Bridgette, dato che tutti erano stufi di vederli limonare.
- Vincitori: Gwen e Trent
- Premio: Scegliere le squadre
- Rischio eliminazione: Leshawna
- Eliminati: Geoff e Bridgette
- Genere cinematografico: Alieni

## Sfide strappalacrime
- Titolo originale: Riot on set

### Trama
I due nuovi capitani devono scegliere i componenti delle loro squadre: la squadra di Gwen è chiamata "Elettricisti Urlanti" ed è formata da Duncan, Leshawna, DJ, Heather e Harold, mentre quella di Trent, chiamata "Macchinisti Assassini", è formata da Lindsay, Justin, Beth, Owen ed Izzy. Le due squadre devono, quindi, allestire un set e recitare alcuni copioni; prima, però, devono raggiungere la location, situata in cima ad una collina, trascinando la roulotte col materiale necessario. La sfida viene vinta dai Macchinisti grazie al fisico possente di Owen. Per i Macchinisti, Izzy si offre di recitare la parte di una vecchietta scozzese, mentre Duncan, per gli Elettricisti, dovrà interpretare un gangster: chi riuscirà a far piangere Chef darà l'immunità alla propria squadra. Il problema è, però, che Chris ha scambiato i copioni per rendere la prova un po' più difficile. Chef, intanto, fa un'alleanza segreta con DJ per aiutarlo a vincere il reality, ma in cambio dovrà dividere il milione con lui. Izzy, sul palco, recita orribilmente facendosi come al solito prendere la mano; invece Duncan, nonostante il problema dei copioni, riesce a far piangere Chef e quindi a fare vincere la propria squadra. Alla cerimonia dei Chris d'Oro, i Macchinisti votano Izzy per aver fatto perdere la sfida, ma lei, prima di salire sulla Limuschif, vuole essere chiamata con il suo "vero" nome, cioè Caleidoscopio. Chris corregge sulla lista il nome e la fa scortare dai due assistenti nella Limuschif.
- Vincitori: Elettricisti Urlanti
- Rischio eliminazione: Lindsay e Justin
- Eliminata: Izzy (Caleidoscopio)
- Genere cinematografico: Dramma

## Festa in spiaggia
- Titolo originale: Beach Blanket Bogus

### Trama
Gli 11 concorrenti vanno in un set in cui è allestita una tavola da surf. Nonostante abbiano indossato i costumi da bagno, la prima sfida sarà svolta all'interno di una cella frigorifera ed il concorrente che riesce a stare in piedi per più tempo sulla tavola da surf farà guadagnare un premio alla sua squadra per la sfida seguente. Durante la prova alcuni concorrenti (cioè Gwen, Lindsay, Harold, Beth e Justin) cadono facilmente, mentre Duncan, nonostante i vari oggetti lanciatogli addosso da Chris per fargli perdere l'equilibrio, quali puntelli, tavole e perfino la stessa Lindsay, riesce a stare in piedi ed a vincere la sfida. Per la seconda parte della prova, il gruppo si sposta sul vecchio set di A Tutto Reality - L'isola per costruire il castello di sabbia migliore, usando anche materiale di scena; gli Elettricisti dispongono di 30 minuti di vantaggio in quanto Duncan ha vinto la prova precedente. Intanto, Trent diventa sempre più ossessionato da Gwen, credendo che lei sia attratta da Duncan, e si fissa con il numero 9, facendo ogni cosa esattamente nove volte. Duncan fa notare a Gwen, già molto stressata per questa vicenda, che sommando le lettere dei nomi "Trent" e "Gwen" si ottiene, appunto, il numero nove, facendole ricredere sul suo amato. La prova prosegue e le opere di entrambe le squadre vengono valutate allo stesso modo, decretando una situazione di pareggio (In quanto il perfetto "Taj Maharold" viene distrutto dai gabbiani). La sfida spareggio, quindi, riguarda la danza: chi mette in atto il miglior ballo da festa in spiaggia vince la prova. Tuttavia, Trent, che si propone per i Macchinisti, perde di proposito la sfida solo per fare vincere Gwen, con gli Elettricisti che si godono il premio, ovvero una festa in spiaggia.
- Vincitori: Elettricisti Urlanti
- Premio: Festa in spiaggia
- Genere cinematografico: Film anni 50

## Quel treno per Crazytown
- Titolo originale: 3:10 to Crazytown

### Trama
La sfida odierna riguarda i cowboy. La prima prova è quella di lanciarsi da un'altezza di 30 metri su di un cavallo: dopo un iniziale grande vantaggio da parte degli Elettricisti, i Macchinisti, anche grazie ai forfait di Heather, Leshawna e DJ, recuperano il risultato portandolo sul 3-3.
La seconda sfida viene annullata perché Owen beve tutta l'acqua delle pistole giocattolo e Chef si rifiuta di andare a ricaricarle per il caldo eccessivo. La terza prova consiste nella cattura, da parte dei cowboy (i Macchinisti), delle mucche (gli Elettricisti); tuttavia, alla fine, la situazione si ribalta e saranno le mucche a catturare i cowboy, vincendo la sfida. Gwen, dopo aver sentito vari commenti involontariamente imbarazzanti su di lei da parte di Trent, decide di chiarirsi, ribadendo che non le piace assolutamente il fatto che quest'ultimo faccia di tutto per sabotare la sua squadra solo per farle un favore. Justin, però, sente tutto e spiffera a Lindsay, Beth ed Owen quanto accaduto. Inoltre, Justin si scontra con Gwen, affermando che lei sia una grande calcolatrice che punta solo ad arrivare alla finale; quest'ultima, per smentire quanto appena sentito, confida al belloccio di votare per l'eliminazione di Trent. Alla cerimonia del Chris d'Oro sarà, appunto, il capitano dei Macchinisti ad abbandonare il gioco, con grande stupore da parte sua.
- Vincitori: Elettricisti Urlanti
- Rischio eliminazione: Owen
- Eliminato: Trent
- Genere cinematografico: Western

## Il "Doposhow": Il declino di Trent
- Titolo originale: The Aftermath

### Trama
Geoff e Bridgette, i primi eliminati da questa edizione, allestiscono il "Doposhow", un programma in cui si raccontano aneddoti, curiosità o si mostrano video inediti sui concorrenti in gara; inoltre, come commentatori in studio, sono presenti anche gli esclusi da questa edizione, ovvero Ezekiel, Eva, Noah, Tyler, Cody, Katie, Sadie e Courtney. Dopo aver mostrato qualche video sulla tormentata relazione tra Gwen e Trent, la prima ospite in studio è Izzy (alias Caleidoscopio) la quale rivela di aver ricevuto da Chef la proposta di un'alleanza segreta (proprio la stessa che ha stretto con DJ, poi, in seguito), rifiutandola. Dopo aver scherzato un po' con quest'ultima, inaugurando la rubrica dello show "Verità o martello", ed aver mostrato qualche video inedito, Trent fa il suo ingresso in studio, spiegando la sua versione dei fatti; in studio si crea una grande discussione che divide anche i due presentatori, difatti Bridgette si schiera dalla parte di quest'ultimo (ritenendo che Gwen lo abbia pugnalato alle spalle), mentre Geoff si schiera dalla parte di Gwen (criticando comportamento troppo ossessivo avuto da Trent nei confronti della sua amata). Tuttavia, Trent spiega che la faccenda del numero 9 non riguardava Gwen, ma un triste fatto accaduto quando lui era piccolo (quando suo nonno morì, il suo giocattolo preferito, un piccolo trenino, perse una ruota, lasciandogliene nove). Chiarito il diverbio tra presentatori e commentatori in studio, Trent si esibisce con la sua chitarra e canta una triste canzone riguardante il suo rapporto con Gwen.
- Ospiti speciali: Izzy e Trent
- Commentatori: Ezekiel, Eva, Noah, Tyler, Courtney, Katie, Sadie e Cody.

## Stinco di Chef
- Titolo originale: The Chefshank Redemption

### Trama
Dopo un traumatico risveglio, Chris annuncia la nuova sfida odierna, ambientata in un carcere. La prima parte della prova prevede la scelta di un componente della squadra avversaria, rinchiudendolo in prigione, da fare vomitare: il primo che rigurgita farà perdere la sfida alla propria squadra; per riuscirci, gli altri concorrenti dovranno preparare dei piatti estremamente disgustosi. I Macchinisti scelgono Gwen (dal momento che deve ricambiare i favori che Trent le ha fatto in precedenza), mentre gli Elettricisti chiamano in causa Lindsay, pensando sia debole di stomaco. Nel piatto servito per Gwen (con tanto di forfora di Owen) ci cade dentro la dentiera di Beth, ma ciò fa vomitare la povera Lindsay quando vede che la stessa si rimette in bocca la dentiera tutta sporca, consegnando, di conseguenza, la vittoria agli Elettricisti che potranno usufruire di una pala per la seconda parte. La sfida continua con le due squadre che dovranno fuggire dal carcere su di un carretto, per poi scavare delle buche per evadere e raggiungere l'arrivo. Nel frattempo, però, Gwen cerca continuamente di far rallentare la propria squadra, senza riuscirci, ma Heather comincia ad insospettirsi. Al momento di scavare le buche per evadere, Gwen, fingendo un attacco di panico in quanto claustrofobica, rompe la pala vinta come premio in testa a Harold per rallentare la sua squadra, in preda alla pazzia. Tuttavia, DJ comincia a scavare a mani nude, ma ad un certo punto compare Izzy, affermando che quando è stata eliminata, in realtà, sui fogli non c'era scritto "Izzy", ma "Caleidoscopio", e che quindi lei è ancora, tecnicamente, un concorrente. Gli Elettricisti seguono Izzy, che afferma di essere cresciuta coi castori imparando a vivere come loro, ma quest'ultima li rallenta e la sfida viene vinta dai Macchinisti. In seguito, in mensa, Heather dice a Gwen di aver capito quale sia il suo piano e la sua strategia, dicendole che è una "donna morta". Alla cerimonia dei Chris d'Oro, infatti, le due a rischio eliminazione sono, appunto, Gwen e Heather, ma alla fine l'ultima statuetta spetta a quest'ultima; qui Heather deride Gwen chiamandola perdente, mentre Duncan, rattristato per l'eliminazione di Gwen, in un primo momento pensa di prendere il suo posto. Alla fine si scopre che, durante un suo confessionale, Gwen si è autovotata.
- Vincitori: Macchinisti Assassini
- Rischio eliminazione: Heather
- Eliminata: Gwen
- Genere cinematografico: Poliziesco
- Ritorna: Izzy

## Una pizza buona... da morire
- Titolo originale: One Flu Over the Cuckoos

### Trama
Mentre i concorrenti stanno rincasando nelle roulotte per dormire, un'ambulanza lascia una barella davanti a loro e da essa compare Chris, che affida dei libri di medicina ai campeggiatori, dicendo di studiarli per il giorno seguente. Tutti i concorrenti si mettono sotto con lo studio, tranne Duncan e Leshawna che non ne hanno proprio voglia; inoltre, la ragazza propone un'alleanza segreta a quest'ultimo, ma Duncan rifiuta ridendo. Il giorno seguente, Chris porta i concorrenti in un set di un cinema a tema medico, in cui sono presenti due vasche piene di liquami: ogni domanda inerente alla medicina risposta correttamente consente a quel concorrente di tuffarsi da un trampolino in una delle due vasche e recuperare dei pezzi di un manichino da incastrare, per poi sollevare con un montacarichi fino al soffitto della stanza. Gli Elettricisti completano il corpo, ma mentre Owen si accinge a portare a termine la sfida, Izzy si accorge che il ragazzo ha una strana crosta sul braccio, la stessa che ha anche DJ, e i due vengono isolati in una bolla pensando sia uno dei sintomi di una grave malattia studiata la sera prima. A questo punto Chris, spaventato da una possibile epidemia, scappa e rinchiude i poveri concorrenti all'interno del set. Gli unici due sani sono Duncan e Leshawna. Dopo una breve indagine, Duncan e Leshawna tornano dagli ammalati e spiegano che i libri di medicina erano stati falsificati da Chris, la diarrea e il prurito alle labbra erano dovuti che chef ha messo spacciandolo per formaggio della polvere pruriginosa e lasativo , che alcuni sintomi erano solo il frutto della loro immaginazione. Alla fine la sfida è vinta da Duncan e Leshawna che sono riusciti a spiegare quanto successo.
- Premio: Passare una notte lontano da "A Tutto Reality" insieme al migliore amico o ad un parente.
- Genere cinematografico: Medico
- Vincitori: Elettricisti Urlanti (Leshawna)

## Intrighi ed orrore
- Titolo originale: The Sand Witch Project

### Trama
La sfida odierna riguarda i film horror. Le due squadre devono scegliere un componente che farà il killer in grado di spaventare e far urlare il più possibile i compagni: vince chi riesce ad urlare di più. La prova, divisa in tre round, viene vinta dagli Elettricisti, anche se, nella terza prova, Chef finge di essere il killer al posto di DJ (i due hanno un patto), facendo spaventare Heather e Duncan. Tuttavia, Leshawna comincia ad insospettirsi di questo strano comportamento tra DJ e Chef. I Macchinisti, sconfitti nella prima parte della prova, dovranno resistere per un'intera notte all'interno della mensa, proprio dove, secondo quanto detto da Chris, morì una guardia di polizia. Gli elettricisti, invece, avranno il compito di far spaventare gli avversari e cacciarli dal tendone; la squadra che porta a termine l'obiettivo della sfida vince l'immunità. Harold cerca di far spaventare i Macchinisti con un fantasma ideato con un palloncino, ma Lindsay, usando lo spettrometro fornitole da Chris, tranquillizza i suoi compagni affermando che non c'è niente di paranormale. In seguito, Duncan cerca di usare del ketchup fingendolo sangue, senza però portare esito positivo. Alla fine, Heather, travestita da poliziotta, viene calata con una corda nella mensa fingendosi il cadavere della guardia citata in precedenza; Lindsay controlla il suo spettrometro che non rivela nulla di strano, ma DJ, lanciando una forchetta sul dispositivo, lo attiva, facendogli cambiare i parametri registrati. I Macchinisti, così, scappano spaventati credendo che quello sia un vero fantasma, regalando, di conseguenza, l'immunità agli Elettricisti. Inoltre, DJ ha una visione in cui sua madre è molto delusa dal comportamento sleale del figlio (si viene a sapere che il suo vero nome è Devon Joseph, da cui DJ). Alla cerimonia del Chris d'Oro restano a rischio eliminazione Justin e Lindsay, ma DJ, pieno di sensi di colpa, rivela a tutti dell'alleanza con Chef, autoeliminandosi. Owen è disperato perché sarà costretto a mangiare le pietanze disgustose preparate da Chef in quanto, in precedenza, era DJ ad aiutarlo in cucina.
- Genere cinematografico: Horror
- Vincitori: Elettricisti Urlanti
- Spareggio: Justin e Lindsay
- Eliminato: DJ (ha lasciato il reality volontariamente)

## Campioni di disastri
- Titolo originale: Master of Disasters

### Trama
Con l'eliminazione di DJ, la cucina di Chef è tornata a fare schifo, servendo portate disgustose; inoltre, Beth racconta del suo nuovo ragazzo, Brady, un ragazzo che fa il modello, fisico scolpito coi capelli castani conosciuto dal dentista quando la stessa è andata a farsi togliere l'apparecchio. Dopodiché, Chris annuncia che la sfida odierna riguarda il genere catastrofico e sarà ambientata su una piattaforma sulla quale sono presenti numerosi ostacoli e difficoltà; inoltre, per rendere le cose un po' più "divertenti", Chris e Chef lanceranno delle palline da golf e provocheranno delle forti scosse di terremoto: la squadra che arriva prima vince la prima parte della sfida. Tuttavia, la scorta di palline da lanciare termina subito e Chef, in prossimità del traguardo, comincia a gettare oggetti di ogni genere sui concorrenti (dai mattoni ai telefoni, dalle mazze da baseball alle motoseghe). Mentre scavalcava una parete posta sulla piattaforma, Owen viene colpito da un pesantissimo libro (l'autobiografia di Chris), provocandogli la rottura della mascella e di una gamba. Nonostante gli Elettricisti siano arrivati tutti al traguardo, Chris decide di dare la vittoria ai Macchinisti, mentre Owen viene portato d'urgenza in ospedale, lasciando la sua squadra momentaneamente in 4. La seconda parte della sfida è ambientata in una stanza di un sommergibile (una stanza per squadra) nella quale sono presenti due botole, una posta sul pavimento ed una sul soffitto: vince la prima squadra che riuscirà ad uscire dalla stanza, prima che l'acqua sommerga tutto. Inoltre, i Macchinisti possono utilizzare un codice fornitogli da Chris per aver vinto la prima prova. Tuttavia, Chef rompe inavvertitamente la leva dell'acqua, inondando le stanze, mentre il biglietto con il codice dei Macchinisti, ormai bagnato, diventa illeggibile; Chris è preoccupato perché se dovesse succedere qualcosa ai concorrenti lui non verrebbe più pagato e la sua popolarità sprofonderebbe. Harold, usando uno stetoscopio, riesce a trovare la combinazione della botola, facendo vincere la prova alla sua squadra, gli Elettricisti. La sera stessa, Chris annuncia che il premio è un soggiorno in un villaggio vicino al vulcano nella Columbia Britannica, ma gli elettricisti lo rifiutano, chiedendo semplicemente qualche pacchetto di patatine e bibite ghiacciate. Owen torna sulla sedia a rotelle con una vistosa ingessatura attorno alla faccia, e Chris gli propone che potrà mangiare tutto quello che vorrà solo se lui non gli farà causa.
- Vincitori: Elettricisti Urlanti
- Premio: Patatine e bibite ghiacciate (anche se in realtà era un soggiorno in uno chalet sulla cima di un vulcano nella Columbia Britannica)
- Genere cinematografico: Catastrofico

## Full Metal Action
- Titolo originale: Full Metal Drama

### Trama
Qui c'è una sfida sui film di guerra e la prima è: lanciarsi da un aereo a 3 km di altezza. Justin vuole convincere Beth e Lindsay a buttarsi per prime, cosicché lui abbia bisogno di un posto morbido dove atterrare, ma si accorge di non avere più presa sulle compagne. Izzy è la prima a gettarsi, seguita da Owen che cerca di afferrare un frullato di carne. Con la sua mole ribalta l'aereo e tutti vengono buttati fuori, atterrando su un materasso posto a pochi metri da loro. la seconda prova è una vera sfida; i partecipanti al reality devono creare usando bombe a vernice un'esplosione creativa e controllata. Duncan esegue un vero e proprio capolavoro, un teschio di vernice. Mentre i macchinisti litigano Izzy crea un'enorme esplosione, ma non creativa. I vincitori sono gli Elettricisti Urlanti. Questi ultimi ricevono il forziere degli spaventosi segreti, da difendere nell'ultima prova, mentre i Macchinisti dovranno attaccare e rubargli il fortino. Lindsay, da poco autonominatasi "Ammiraglio Lindsay Sua Beltà" trova il modo di convincere gli altri a combattere mentre lei aspetta la vittoria. Gli Elettricisti sono in crisi, per via della divisione tra Duncan e Harold, il primo si allontana mentre Harold e gli altri scavano una buca e si nascondono. I Macchinisti arrivano in tutta fuga ma degli avversari non c'è più traccia; non è detta l'ultima parola: Leshawna scorreggia e vengono scoperti. Nell'attaccarli vengono chiusi in una rete (fatta da Duncan) e allontanati. Heather scompare temporaneamente, lasciando Leshawna bloccata dal mal di pancia. I Macchinisti tornano all'assalto e Duncan e Harold collaborano, li sconfiggono e si riconoscono entrambi bravi; possono così aprire finalmente il baule che scoprono vuoto. Alla cerimonia dei Chris d'Oro i Macchinisti Assassini eliminano Izzy per la seconda volta. Nel confessionale Justin rivela che ha convinto con un gesto subdolo Lindsay e Beth a votare Izzy.
- Vincitori: Elettricisti Urlanti
- Rischio eliminazione: Justin
- Eliminata: Izzy (Explosivo)
- Genere Cinematografico: Guerra

## Il "Doposhow": Dimenticare Gwen
- Titolo originale: The Aftermath II

### Trama
In questa seconda puntata del Doposhow, Bridgette e Geoff ospiteranno Gwen e DJ nello studio. Dopo le clip divertenti di incidenti e cadute dei concorrenti, fanno entrare DJ nello studio. Lui sarà il primo a subire il gioco "Verità o...". In questa puntata ci sarà un'incudine a penzolare dal soffitto (quindi sarà detto "Verità o incudine"). Ma DJ è sincero su ogni domanda, soprattutto perché c'è sua mamma nello studio. DJ svela in studio a Gordon, un suo fan adirato del fatto che non riesce a fare tramezzini ottimi come quelli di DJ, la ricetta segreta dei suoi tramezzini cioè due pizzichi di paprika e maionese. Dopo questa clip entra Gwen nello studio dove subisce beffe dal pubblico e soprattutto da Courtney per quello che ha fatto a Trent. Gwen spiega a Geoff e Bridgette che lei prova ancora qualcosa per Trent, ma Geoff fa partire un filmato dove in una sera Gwen e Duncan ammirano le stelle. Duncan chiede a Gwen se anche Courtney le starà guardando e dopo incominciano a scherzare. Duncan butta Gwen per terra e lui, sopra di lei, sembra che stia per baciarla, ma non è così. Però, lasciandosi ingannare dalle apparenze, Courtney è adirata e lascia lo studio minacciandola di aver chiamato il suo avvocato, ma Gwen dice che lei e Duncan sono solo amici. Geoff la invita a sedersi su una sedia sopra una vasca di piranha, ma Trent la ferma e si prende lui la colpa, dicendo di averle regalato la vittoria e lei non c'entrava niente. Geoff fa partire un filmato dove una fan di Trent che si chiama Kelsey afferma di essere innamorata di lui. All'improvviso entra Izzy appesa a una liana, e dice di essere in missione segreta e adesso si chiama "Egregia" Izzy. Chef tenta di acchiappare Izzy, ma lei aziona la sedia con i piranha e lo fa cadere nella vasca. Dopo aver risposto a un'e-mail, Geoff e Bridgette annunciano la fine della puntata. Ma prima Bridgette litiga con Geoff perché lui pensa solo ad alzare gli ascolti e non ha alcun interesse verso l'incolumità degli ospiti in studio.
- Ospiti speciali: Gwen e DJ
- Commentatori: Ezekiel, Eva, Noah, Katie, Sadie, Trent, Tyler, Cody, Courtney e Izzy.

## Ocean 8... o 9
- Titolo originale: Ocean's Eight - Or Nine

### Trama
All'inizio della puntata Owen e Leshawna vengono rapiti e portati in un caveau chiuso con una serratura a codice. Chris annuncia ai concorrenti che la nuova sfida sarà basata sul genere cinematografico dei gangster. La prima parte della sfida sarà quella di liberare i loro amici dai caveau dove troveranno degli strumenti per la seconda parte della sfida che consiste in una rapina in banca. I Macchinisti Assassini riescono a liberare Owen con uno stratagemma mentre gli avversari sono troppo presi a litigare (Heather ed Harold non pensano di farsi aiutare da Duncan). Tuttavia gli Elettricisti, dopo aver rinunciato a liberare Leshawna, arrivano prima alla banca (dato che le condizioni di Owen bloccano gli avversari) e lì Duncan ha una sorpresa: Courtney è ritornata perché ha vinto una causa contro la produzione dato che nella scorsa edizione è stata eliminata ingiustamente dopo che Harold aveva truccato i voti per fargliela pagare al suo fidanzato ovvero Duncan. Chris dice a Courtney di decidere a chi dare il premio e lei decide di darlo agli Elettricisti perché nella squadra c'è Duncan, il suo fidanzato. Ma a suo malincuore Courtney sarà assegnata ai Macchinisti Assassini (la squadra avversaria di Duncan). La seconda parte della sfida consiste nel costruire dei go-kart e correre verso il traguardo con essi. Il go-kart degli Elettricisti Urlanti, costruito da Duncan, parte; mentre i Macchinisti, rallentati di nuovo da Owen, decidono di non mettere le ruote al go-kart, dato che sono state piegate dal peso di Owen, e decidono di usare le gambe al loro posto. Il go-kart degli Elettricisti si ferma a causa dell'assenza di benzina e non riesce a partire più, quindi i Macchinisti li superano, ma il loro go-kart si rompe in mille pezzi e gli Elettricisti decidono di spingere il loro veicolo e superare il traguardo. Gli Elettricisti Urlanti vincono e ai Macchinisti toccherà nuovamente subire la cerimonia dei Chris d'Oro. Leshawna intanto è ancora chiusa nel caveau e tutti si scordano di liberarla. Alla cerimonia Chris annuncia che Courtney godrà dell'immunità per una settimana, però gli altri la votano lo stesso quindi Chris dichiara i voti nulli e sarà l'ultimo, cioè quello di Courtney a essere decisivo. Courtney decide di far eliminare Owen dato che precedentemente ha rallentato la sua squadra molte volte per via della sua fame così si dirige verso la Limuschif, ma i suoi amici vogliono un discorso e gli offrono i loro Chris d'Oro, che si rivelano essere fatti di cioccolato svizzero così lui se li mangia.
- Vincitori: Elettricisti Urlanti
- Eliminato: Owen
- Genere cinematografico: Gangster
- Debuttante: Courtney (con i Macchinisti Assassini)

## L'età preisterica
- Titolo originale: One Million Bucks, B.C.

### Trama
La sfida dell'episodio riguarda l'età preistorica. Chris annuncia ai concorrenti che Courtney avrà molti privilegi in più: potrà mangiare l'aragosta, dormire su un letto comodissimo, usare il suo palmare e avrà persino diritto a un bagno tutto suo, causando litigi con Courtney da parte degli altri ragazzi. I concorrenti si vestono con dei costumi di pelle di leopardo come per ricordare i vecchi cavernicoli e Heather indossa una parrucca rossa. Tra Duncan e Courtney iniziano alcuni litigi, mentre Heather vuole avere i capelli di Courtney. La prima sfida è di accendere un fuoco con delle pietre e dei ramoscelli. Harold viene inseguito da dei castori preistorici mangia-uomini mentre raccoglie la legna, Chef ferma Duncan lo tira su e siccome il vestito è corto gli si vede il deretano. Intanto Duncan imbroglia usando un accendino; Courtney lo vede, e si lamenta con Chris dicendo che quelle pietre non sono focaie e quindi nemmeno uno stupido sarebbe riuscito ad accendere un fuoco ma poco dopo Lindsay prende le pietre e riesce ad accenderlo. Inizia la seconda sfida e Chris consegna i premi: le ossa più grosse vanno ai Macchinisti mentre le ossa più piccole vanno agli Elettricisti perché Chris ha rivisto la registrazione e ha scoperto l'imbroglio dell'accendino di Duncan (perché nell'età della pietra gli accendini non esistevano ancora). La seconda sfida prevede una lotta su un palo con le ossa appena distribuite, evitando di finire nella finta pece bollente. Lindsay va contro Leshawna e Heather va contro Beth. Lindsay cade dal palo per via del rumore dello strumento di Chris, mentre Heather sta per cadere per colpa degli pterodattili (feroci animali il cui aspetto è un miscuglio tra quello di un'oca canadese e quello di uno pterosauro) che sono arrivati lì attirati dalle grida di Lindsay quando è caduta, e vogliono la parrucca di Heather. Heather cade perché si aggrappa all'osso di Beth che viene buttato da quest'ultima. La penultima sfida è Harold contro Justin. Justin mostra il suo corpo, intanto però arrivano i castori che prima avevano conciato male Harold. Essi stanno per salire sui pali e Harold spaventato perde l'equilibrio, si aggrappa al perizoma di Justin e glielo strappa, facendogli mostrare accidentalmente le natiche. Il palo di Harold si sgretola completamente. Rimane un'ultima sfida su un solo palo: Duncan contro Courtney. Duncan e Courtney stanno per cadere quando si prendono le mani e si baciano per sbaglio. Si stanno per ribaciare, ma Courtney colpisce Duncan nelle parti intime e lui cade per il dolore. Infine tutte e due le squadre ottengono dei premi: per i Macchinisti vincitori un super barbecue dell'età della pietra, per gli Elettricisti perdenti un uovo di pterodattilo. I Macchinisti si apprestano tutti a mangiare, ma il barbecue cade nella pece, mentre uno pterodattilo che aveva la parrucca di Heather sta per attaccare Harold e Heather si getta furiosa sullo pterodattilo riprendendosi la parrucca. L'episodio si conclude con Chris nel confessionale che per sbaglio rompe un vetro dietro alle tende della stanza e scappa.
- Vincitori: Macchinisti Assassini
- Premio: Un super barbecue dell'età della pietra, un uovo di pterodattilo, e pterodattilo arrosto
- Genere cinematografico: Età della pietra

## Una prova... di forza
- Titolo originale: Million Dollar Babies

### Trama
In quest'episodio i concorrenti si dovranno sfidare in alcune prove atletiche. I Macchinisti Assassini inizialmente fanno un breve percorso a ostacoli. Dopo tutte e due le squadre si uniscono e fanno un altro percorso: devono strisciare sul fango (Chris ha detto che era rimasto del fango dalla sfida di guerra e la cosa che odia di più è lo "spreco"). Questa prova serviva per formare le coppie avversarie per le prossime sfide. La prima di queste è un incontro di boxe e gli sfidanti sono Harold e Lindsay perché nelle ultime due sfide (che dopo rileva che non erano servite a nulla) erano stati i più scarsi. Al posto dei guantoni devono usare dei marshmallow giganti e devono confrontarsi muovendosi al rallentatore. Harold viene messo al tappeto, ma Lindsay addenta il guantone-marshmallow di Harold e Chris lo ritiene un gesto scorretto e dà la vittoria ad Harold, assegnando un punto agli Elettricisti Urlanti (anche perché Harold ha dimostrato di avere talento nel combattere al rallentatore). La sfida successiva è basata sul badminton e gli sfidanti sono Beth e Heather. Quest'ultima sembra avere la meglio su Beth e Leshawna incomincia a tifare per Heather e "insulta" Beth sul suo presunto fidanzato; quest'ultima si arrabbia e riesce a vincere. Inoltre Beth mostra, tramite il palmare di Courtney, che Leshawna ha parlato male di tutti loro mentre era fuori nella spa con Leshawniqua. La prossima sfida sarà la lotta greco-romana in un ring pieno di palline e gli sfidanti sono Duncan e Courtney. La ragazza si dimostra molto abile in questa disciplina e riesce a vincere. L'ultima sfida è basata sul basket e chi farà la schiacciata più creativa vince. Gli sfidanti sono Justin e Leshawna che riesce a vincere. Come spareggio Chris dice alle squadre che chi farà il balletto da cheerleader migliore si aggiudicherà l'immunità. Gli Elettricisti non sanno che fare e quindi Leshawna riesce a prendere le redini della sfida e fa un balletto dove cerca di farsi perdonare e a Heather piace tanto. I Macchinisti per replicare fanno un balletto per omaggiare Chris e a lui piace tanto e da a loro l'immunità. Alla cerimonia dei Chris d'Oro Heather viene eliminata perché nonostante le cattiverie dette da Leshawna, con il suo balletto è riuscita a farsi perdonare. Mentre sta per entrare nella limuschif Heather regala a Leshawna la sua parrucca come tregua della loro rivalità.
- Vincitori: Macchinisti Assassini
- Rischio eliminazione: Leshawna
- Eliminata: Heather
- Genere cinematografico: Sportivo

## Una bomba a orologeria
- Titolo originale: Dial M for Merger

### Trama
L'episodio incomincia con il rapimento di ogni concorrente e al loro risveglio si trovano in un rifugio segreto. Chris, tramite uno schermo, annuncia ai concorrenti lo scioglimento delle squadre e che la sfida di questa settimana riguarderà il genere da spie. I concorrenti, dopo, vanno in una grande stanza e Chris dice che al centro della stanza c'è un kit per disinnescare bombe ad orologeria e chi lo prende potrà usarlo per la sfida successiva. La stanza, però, è piena di raggi laser e tutti non riescono ad oltrepassarli, ma Courtney con delle agili capriole riesce a evitarli e si aggiudica il kit, che contiene una pistola a rampino e una tronchese. Dopo scatta un conto alla rovescia e tutti chiedono a Courtney di usare la pistola a rampino per uscire da lì. Courtney però in cambio vuole il 50% del premio e gli altri accettano. Dopo essere caduti su un tetto Chris spiega che la prossima sfida sarà disinnescare una bomba puzzolente a orologeria. Lindsay riesce a vincere, ma le altre bombe esplodono e tutti sono costretti a stare in una piscina piena di pomodoro per levarsi la puzza da dosso e Courtney è costretta a rinunciare al 50% per poter fare il bagno. Il premio per Lindsay e Courtney sarà una gita in una fabbrica di formaggio.
- Vincitrici: Lindsay e Courtney
- Premio: Gita in una fabbrica di formaggi
- Genere cinematografico: Spionaggio

## Super Harold
- Titolo originale: Super Hero-ld

### Trama
All'inizio si vede Duncan in mutande che convince Justin e Harold a formare un'alleanza perché s'accorge che loro sono in meno delle femmine; anche se le ragazze dopo tutto non vanno molto d'accordo. All'improvviso i concorrenti sentono un grido e corrono fuori dalle roulotte ancora in pigiama. A gridare è stato Chef appeso a una corda e vestito da donna e Chris vestito da Batman che lo salva, anche se poi cadono entrambi. Chris annuncia ai concorrenti che le sfide del giorno saranno basate sui supereroi e la prima sfida consiste nel cucire un vestito da supereroe, inventarsi un nome e un superpotere. Mentre cuciono i vestiti, Chef travestito da supercattivo di nome Pytonicus con il suo assistente "Belva Feroce" (cioè un gattino mascherato) intralcia il lavoro dei concorrenti. Dopo aver completato il lavoro Chris dovrà fare da giudice su una sfilata per supereroi che dovranno dire i loro superpoteri. La vincitrice della sfilata è Lindsay travestita da Wonder Woman e anche se già esiste questa supereroina, Chris decide di premiarla perché da piccolo gli è sempre piaciuta. La seconda sfida invece consiste nel saltare su un trampolino, salvare un fantoccio (che in realtà è un sacco di patate) e camminare sui fili dell'alta tensione e atterrare su un materasso. Chi farà il tempo migliore vincerà l'immunità. Il miglior tempo lo fa Courtney travestita da Grillo Umano ricevendo così l'immunità. Leshawna, Beth e Lindsay decidono di buttare fuori Duncan. Quest'ultimo e Justin tentano di convincere invano Harold a votare per Leshawna, ma falliscono quindi Duncan chiede a Courtney un aiuto e lei ci riesce. Alla consegna dei Chris d'Oro Leshawna viene eliminata perché i voti contro di lei erano quattro e quelli per Duncan erano tre. Harold confessa di averla votata, ma lei lo perdona e si dirige sulla Limuschif. L'episodio si conclude con Chris che spinge Harold fuori dall'obiettivo della telecamera e senza farlo apposta gli rompe gli occhiali.
- Vincitrice: Courtney
- Rischio eliminazione: Duncan
- Eliminata: Leshawna
- Genere cinematografico: Supereroi

## Il "Doposhow": Bisogna saper perdere
- Titolo originale: The Aftermath III

### Trama
In quest'episodio del "Doposhow" Bridgette e Geoff ospiteranno Owen, Heather e Leshawna in studio. Il primo ospite ad entrare è Owen con una manciata di cibo. I conduttori fanno partire qualche clip divertente di "Cose che lasciano il segno" e dopo Geoff fa sedere Owen su una sedia elettrica, perché il gioco "Verità o..." sarà su una sedia elettrica (da cui il titolo "Verità o Elettrificazione"). Quando Owen si siede, subito, senza che Geoff gli avesse chiesto nulla, rivela i suoi più oscuri segreti disperandosi: In terza elementare aveva copiato dal compito di matematica, in quarta aveva staccato la parrucca a zio Max e l'aveva attaccata al didietro di una capra, in quinta aveva buttato un suo fratello giù per le scale e dato la colpa all'altro fratello, si è abbuffato al campeggio di bambini obesi facendo digiunare tutti gli altri bambini per tutta la settimana, e, peggio di tutto, aveva preparato un intruglio tale da farlo sembrare vomito. Ma proprio dalle parole di Owen si scopre che quest'ultimo, nonostante fosse stato colpito da Chef con il suo pesante libro nell'episodio "Campioni di disastri", non ha provato sentimenti avversi nei suoi confronti, nemmeno con Chris che nell'episodio "Ocean 8... o 9" lo ha fatto eliminare, ingiustamente, e dice anche che non gli farà causa. Queste affermazioni, che risultano vere fanno capire l'animo buono di Owen e tramite una web-mail sua mamma lo saluta con grande affetto, rivelandogli anche che aveva comprato una fabbrica di formaggi coi 100.000 dollari che in realtà Owen aveva rifiutato nella scorsa stagione per via del milione di dollari, ma nemmeno ciò basta a far arrabbiare Owen. Le prossime ospiti sono Heather (con in testa una parrucca stile afro) e Leshawna e la prima a dover subire la sedia elettrica è proprio Heather, che senza problemi e senza timore si siede, ma ad ogni domanda c'è una scossa perché lei non dice la verità. Leshawna è la prossima a dover subire il sadico gioco di Geoff e svela che si è pentita di quello che ha fatto e sarà sempre sincera. Harvey, un suo fan le chiede se ha provato rancore quando Harold l'ha votata, ma Leshawna dice che non è arrabbiata, anche perché è stata Courtney a convincerlo, e gli chiede anche se lei prova ancora qualcosa per Harold, ma lei smentisce dicendo che sono solo amici, ma poi, a causa di un video, svela che a lei piace ancora. Bridgette, adirata dal comportamento di Geoff, insieme a Heather, Leshawna e Owen lo fanno sedere sulla sedia elettrica per fargli provare lo stesso suo subdolo gioco, ma lui le chiede scusa e dice che lei è una ragazza fantastica e si baciano facendo concludere quest'episodio con Owen che causa un blackout perché ha schiacciato il pulsante sulla sedia per sbaglio.
- Ospiti speciali: Owen, Heather e Leshawna.
- Commentatori: Ezekiel, Eva, Noah, Izzy, Cody, Gwen, Trent, Tyler, Katie, Sadie e Dj.

## Orgoglio di principessa
- Titolo originale: The Princess Pride

### Trama
I 6 concorrenti rimasti dovranno affrontare una sfida di genere fiabesco. All'inizio dell'episodio Chris si presenta nella tenda della mensa dai concorrenti con uno stivale di cristallo. Lindsay e Courtney, vincitrici della scorsa puntata dovranno provare lo stivale e chi riuscirà a indossarlo sarà la principessa. Lindsay ha i piedi sul 43 e mezzo di scarpe non riesce a indossare lo stivale, ma invece Courtney seppure con qualche difficoltà riesce ad indossarlo e a diventare la principessa. Lo stivale però sfugge dal piede e colpisce l'occhio di Justin rovinando come al solito la sua bella faccia. Gli altri dovranno percorrere un ponte sospeso evitando gli ostacoli di Chef Hatchet vestito da troll senza denti, ma dovranno farlo senza vedere. Beth, travestita da sorellastra cattiva viene tramortita da una raffica di mele avvelenate e cade giù ingessandosi quasi tutto il corpo e beccandosi una commozione cerebrale. Harold invece travestito da apprendista stregone riesce a evitare Chef, ma invece Lindsay con il ruolo di Bella Addormentata cade giù anche lei come l'amica e viene ingessata. Justin con una maschera da ranocchio carica Chef e riesce ad andare sull'altra sponda, anche Duncan ci riesce però perché riesce a sbirciare dal suo cappuccio da Cappuccetto Rosso. I vincitori quindi sono i concorrenti maschi che possono assistere alla visione della principessa viziata e prepotente Courtney e ascoltare il suo melodioso canto che descrive il principe che ha sempre sognato. Chris, quindi fa pubblicità al disco con la canzone, poi la principessa viene "rapita" dal troll Chef e viene portata sulla torre d'avorio. Qui i principi dovranno salvarla dal possente drago che si rivela essere il mostro animatronico della prima puntata. Di nuovo Chris fa pubblicità, ma questa volta alla bambola della principessa Courtney. La principessa fa il suo appello ai tre principi che dovranno salvarla, Justin si allea con Harold per sconfiggere Duncan. Duncan ingelosito dal fatto che a Justin piace Courtney lo insegue mentre il drago insegue entrambi. Con un consiglio strategico da parte di Harold, il drago inciampa su Duncan, che viene schiacciato dal drago. Successivamente, Harold e Justin cercano di trovare il punto debole del drago, ma Justin lo trova da solo e tradisce Harold. Arrampicatosi in cima alla torre tenta di baciare Courtney come nelle fiabe, ma Chris lo ferma e annuncia ai due che dovranno combattere con delle spade e chi riuscirà a vincere avrà l'immunità. Justin si rifiuta di sconfiggerla, ma Courtney non esita a buttarlo giù per vincere l'immunità di nuovo. Alla cerimonia dei Chris d'Oro Justin è tutto ingessato e si trova in rischio di eliminazione con Duncan. Chris dice in modo stupido che Duncan è stato eliminato, ma scherzava e quindi Justin viene mandato sulla limuschif. L'episodio si conclude con Chef e Chris che giocano in modo ridicolo con le bambole della principessa Beth, rimaste invendute perché lo show ha un target troppo adulto. Chris ha fabbricato queste nuove bambole perché l'80% dei guadagni su quelle di Courtney doveva essere destinata agli avvocati di quest'ultima e ovviamente Chris non aveva alcuna intenzione di cedere parte degli incassi.
- Vincitrice: Courtney
- Eliminato: Justin
- Rischio eliminazione: Duncan
- Genere cinematografico: Fiabe

## Cogli l'indizio
- Titolo originale: Get a Clue

### Trama
I 5 concorrenti rimasti sono nella tenda della mensa a mangiare dei tacos e all'improvviso in quello di Harold trovano una penna USB. Credendo di trovare degli indizi sulle prove che dovranno affrontare nel corso del gioco la inseriscono nel palmare di Courtney, ma trovano solo un video dove Chris parla a vanvera. Lindsay pensa che sia un indizio sulla prossima prova e crede che Chris sia sotto terra, ma Courtney smentisce e vanno nel caveau dove fecero la prova a tema gangster. Courtney, sempre grazie al suo intuito riesce a indovinare la combinazione e aprono il caveau. Al suo interno c'è Chris vestito da Sherlock Holmes e dice ai concorrenti che la prossima sfida sarà a tema film giallo e dovranno prendere dei campioni di DNA dai loro amici. Lindsay tenta molte volte di prendere dei campioni da Courtney, ma fallisce miseramente, e invece, Courtney riesce a prendere dei campioni da Duncan abbindolandolo con una cenetta a lume di candela e da Lindsay ogni volta che falliva. Tutti i concorrenti tranne Lindsay sono riusciti a prendere dei campioni, ma Courtney ne ha presi di più e insiste con Chris nell'avere un premio e così lui gli dà una busta di patatine al formaggio e poi tutti salgono su un treno e vengono serviti con cibarie e altre cose. All'improvviso si spengono le luci e dopo che si riaccendono trovano il cadavere di Chris per terra. La luce si spegne di nuovo e il cadavere sparisce. Grazie a degli indizi Harold, Beth e Lindsay credono che sia stato Duncan a farlo sparire e lo ammanettano vicino a una maniglia. Lindsay, però trova un fazzoletto sporco di briciole di patatine al formaggio vicino al posto dove il cadavere era steso per terra e subito pensa che sia stata Courtney a uccidere Chris. Da una porta entra Chris che mantiene il cadavere che era solo di gomma e dice che la vincitrice è Lindsay perché è riuscita a scoprire la colpevole cioè Courtney anche se non aveva fatto niente. Il premio per Lindsay è una serata al cinema con uno dei concorrenti allora lei va a liberare Duncan e si scusa per aver dubitato di lui e lo sceglie per andare al cinema. Duncan accetta per il solo fatto di far ingelosire Courtney e vanno a vedere un film dove il protagonista è Chris vestito da giocatore di badminton e con la racchetta uccide degli zombi. L'episodio si conclude con Chris al cinema insieme al cadavere di gomma.
- Vincitrice: Lindsay
- Premio: Serata al cinema con uno dei concorrenti
- Genere cinematografico: Giallo

## Vizi da rockstar
- Titolo originale: Rock N'Rule

### Trama
Chris annuncia il genere cinematografico di questa sfida ai 5 finalisti, cioè la biografia di una rockstar. Nel frattempo Owen torna nel gioco, perché è stato incaricato di portare a casa il milione per saldare i debiti accumulati dalla cantina di formaggi di sua madre (anche se Chris pensa che sia tornato per fare causa a Chef e a Courtney). La prima sfida è quella di suonare la chitarra elettrica senza ricevere la scarica elettrica da questa. Harold, Owen, Lindsay e Beth subito falliscono, ma Courtney si rivela molto brava. All'improvviso Duncan distrugge la sua chitarra come una vera rockstar, quindi Chris lo nomina vincitore. La seconda sfida è un percorso, e chi lo supera nel migliore dei modi vince. Nel percorso sono presenti diversi ostacoli come fan scatenati che vogliono autografi e così via. A Duncan è permesso fare il percorso a metà perché ha vinto la precedente sfida. Courtney evita i fan, Duncan invece li picchia (una curiosità è che quando Duncan scrive il suo numero di cellulare sulla pancia di una fan sussurra delle parole e, guardando la sua bocca, dice "call me" invece di chiamami), Harold viene accecato da un flash e distrugge i fan (che sono solo manichini), Owen cade e rotola, Beth perde gli occhiali e invece Lindsay si comporta da vera diva e Chris la nomina vincitrice di questa sfida. La prossima sfida consiste nel distruggere una stanza di un albergo in 30 secondi. A Lindsay spettano 10 secondi in più agli altri per aver vinto la precedente sfida. Courtney distrugge tutto e a Lindsay non rimane niente da rompere. L'immunità la vince Courtney di nuovo. Harold, Beth e Lindsay si alleano per eliminare Duncan, invece Owen vuole votare per Courtney anche se il voto è sprecato dato che lei è immune. Alla cerimonia dei Chris d'Oro Duncan e Lindsay sono a rischio. A salire sulla Limuschif è Lindsay perché, per sbaglio, si è votata da sola dopo essere stata distratta da Beth. Dopo aver dato l'addio alla sua migliore amica Beth, Lindsay sale sulla Limuschif e se ne va.
- Vincitrice: Courtney
- Rischio eliminazione: Duncan
- Eliminata: Lindsay
- Genere cinematografico: Biografia di una rockstar
- Ritorna: Owen

## Vittoria in vetta
- Titolo originale: Crouching Courtney, Hidden Owen

### Trama
Dopo l'eliminazione di Lindsay, Courtney cerca inutilmente di stabilire un'alleanza con Beth che è l'unica ragazza rimasta. Intanto Harold si affeziona ad una lumaca che gli ricorda Leshawna prendendosene cura. Chris annuncia che la sfida sarà sul genere delle arti marziali, ogni gruppo dovrà scegliere un concorrente che lotterà con l'avversario ed un'altra che lo allenerà; chi vince avrà diritto ad una cena a base di pesce. Owen non partecipa perché è stato penalizzato per essere uscito di notte a fare skate (in realtà deve spiare le squadre per conto di Chris e sabotarle). Harold e Beth vengono scelti come lottatori e cominciano ad essere "allenati" da Duncan e Courtney per diventare più forti. Cosa che si rivela inutile dato che alla sfida i due vengono inseriti dentro dei robot che dovranno essere manovrati dagli allenatori. Owen cerca di dare consigli ai ragazzi, ma alla fine li dà anche alle ragazze non dando vantaggi a nessuno. La sfida viene vinta alla fine dai ragazzi che partecipano alla seconda parte della sfida ovvero scalare una montagna con un bicchiere d'acqua che servirà per preparare il tè da offrire al maestro che si trova lì per ottenere un bonsai in cambio e riportarlo (a detta da Chris Owen farà da guida ed Harold gli affida la sua lumaca "Leshawna jr."). Le ragazze invece dovranno aiutare Chef in cucina cucinando le specie acquatiche più pericolose; Beth convince Courtney ad occuparsene lei col miraggio di un'alleanza. Owen tenta di aizzare Harold e Duncan l'uno contro l'altro ottenendo il risultato contrario ed i rimproveri di Chris. Arrivati in cima però Harold si arrabbia con Duncan per alcuni commenti su Leshawna colpendolo e facendogli cadere il bicchiere, dopodiché lui stesso butta via l'acqua prendendo di sorpresa il maestro di guardia e afferrando in fretta il bonsai vincendo così la sfida. Durante la cena, Courtney e Beth decidono di stabilire un'alleanza mentre Harold decide di lasciare libera Leswhana jr.
- Vincitore: Harold
- Premio: Cena a base di pesce
- Genere cinematografico: Kung-Fu

## Eroi dello spazio
- Titolo originale: 2008: A Space Owen

### Trama
Chris annuncia ai 5 finalisti che la sfida sarà di genere fantascientifico. I concorrenti hanno ricevuto dei regali da casa: Courtney ha ricevuto un quadretto con una foto di lei a un discorso scolastico, Owen ha ricevuto un trofeo per il miglior cittadino, Duncan ha ricevuto la sua tarantola Scruffy, ad Harold sono stati inviati i suoi nunchaku e a Beth è stato regalato un anello caramellato da parte del fidanzato Brady. La prima sfida consisterà nel rimanere una notte in uno shuttle in completa assenza d'aria. Chris annuncia che un asteroide ha colpito l'astronave e che il pilota automatico è fuori uso: i concorrenti dovranno tirare una leva per salvarsi. Duncan lancia Harold verso la leva e quest'ultimo la tira, salvando tutti. Owen, ormai corrotto da Chris rompe un finestrino dello shuttle e tutto sta per essere risucchiato fuori, ma a Courtney e a Beth, ormai alleate, viene la splendida idea di usare il sedere di Owen per tappare l'apertura. Chris le dichiara vincitrici e come premio a loro spetta decidere l'ordine dei concorrenti per la prossima sfida. Courtney senza badare alle idee di Beth decide che l'ordine sarà Harold, Owen, Duncan, Beth e lei. La prossima sfida consiste nel rimanere più tempo nella Vomito Cometa, ovvero un simulatore ad alta forza di gravità che gira vorticosamente su sé stesso. Harold appena entra non si accorge che con lui c'è anche il ragno di Duncan, e appena esce ha il ragno schiacciato dietro la schiena. Duncan è molto dispiaciuto, ma riesce a riprendersi rapidamente grazie all'aiuto di Courtney. Chi riesce a resistere di più è Beth che si aggiudica l'immunità, ma lascia Brady per mettersi con Harold, il quale viene baciato da lei e sviene per il semplice motivo del pensiero di Leshawna. Courtney adirata decide di rompere l'alleanza con Beth, invece Harold è molto sospettoso sul ritorno di Owen nel reality. Alla cerimonia Courtney e Harold si trovano a rischio, ma l'ultimo Chris d'Oro va a Courtney e Harold è costretto ad andare sulla Limuschif, ma prima di andare abbassa i pantaloni a Duncan lasciandolo in boxer ed accusa Owen di essere un traditore. Infine Chef lo carica nella Limuschif che schizza via velocissima imitando la DeLorean di Ritorno al Futuro.
- Vincitrice: Beth
- Rischio eliminazione: Courtney
- Eliminato: Harold
- Genere cinematografico: Fantascienza

## Il numero uno
- Titolo originale: Top Dog

### Trama
Chris annuncia che il genere cinematografico del giorno sarà sugli amici animali. Courtney dice a Duncan che se vuole mantenere forte il loro rapporto di fidanzamento dovrà seguire perfettamente delle rigide regole, scritte in una lettera di 32 pagine. Gli amici animali sono: uno squalo, che è stato scelto da Courtney, un orso, che è stato scelto da Owen, un procione, che è stato scelto da Beth, e, per ultimo, un camaleonte, che è stato scelto da Duncan. I concorrenti devono far imitare agli animali ciò che fanno. Owen fa fare all'orso le puzze, ma Chris e Chef gli danno 6, Courtney porta del sashimi fatto col pranzo vomitato dal suo squalo, Duncan fa imitare il colore della sua cresta al camaleonte e riceve 8, e il procione di Beth riproduce le stesse cose che fa lei ricevendo 10, quindi ha un vantaggio nella seconda prova, che consiste nell'arrivare nel bosco fino al set, affidandosi soltanto al proprio istinto e all'animale. Beth è la prima ad arrivare e per questo vince l'immunità. Dopo Beth e Chris stanno lì alle roulotte ad aspettare gli altri, passano due giorni e loro arrivano, e Chris si vede con la barba cresciuta. Intanto Beth e Courtney scoprono che Owen sta facendo il doppio gioco con la produzione. Tuttavia, alla cerimonia dei Chris d'Oro, è Courtney ad andarsene: Beth l'ha votata perché la considera una concorrente pericolosa mentre Duncan l'ha fatto perché era stufo di seguire quelle regole. L'episodio si conclude con la rottura apparente del fidanzamento di Duncan e Courtney e con Chris che licenzia Owen.
- Vincitrice: Beth
- Rischio eliminazione: Duncan
- Eliminata: Courtney
- Squalificato: Owen
- Genere cinematografico: Amici Animali

## Il gran finale
- Titolo originale: Mutiny on the Soundstage

### Trama
All'inizio della puntata, i due finalisti vengono rapiti e legati sull'albero di una nave e Beth informa a Duncan che se vuole, lui libera lei e viceversa. Duncan dopo averci pensato accetta. Più tardi i due finalisti mangiano una colazione fatta da Chef, questa volta però il cibo è commestibile e piace molto a Duncan e Beth, dopo arriva Chris e dice ai due concorrenti che la sfida per aggiudicarsi il milione di dollari sarà un riassunto di tutte le prove affrontate finora, la prima sfida consiste nel pulire il gabinetto con dei cottonfiock, il vincitore a pulire il bagno è Duncan ma poi bigfoot doveva riusufrire del bagno pulito da Duncan quindi la vincitrice è Beth. La seconda parte della sfida consiste nell'arrampicarsi sull'albero della nave tutta unta, Duncan riesce a mettere la bandiera sull'albero e vince, dopo Chef stanco delle sue fatiche dice a Chris che non vuole più lavorare per lui e quindi dice di andare a lavorare in una nave da crociera, dopo Chris propone uno scambio di ruoli e Chef accetta. La terza parte della sfida consiste nel gonfiare un cannone ad aria, infilarsi nel cannone e venire sparati da Chris sul set del mostro animatronico. Duncan è il primo a riuscire ad arrivare dall'altra parte; dopo molto tempo arriva anche Beth, in questa sfida verranno fatte ricorrere le vicende passate, però, con Chef presentatore e, se i finalisti risponderanno bene alla domanda, potranno passare le sfide, Duncan sbaglia tutte le risposte e Beth riesce a raggiungere Duncan, l'ultima parte della sfida è il percorso di "Campioni di disastri". Dopo Chef e Chris fanno pace e si alleano per distruggere i finalisti infatti Duncan viene colpito da una cassaforte e rimane indietro, ma Beth lo aiuta, e i finalisti devono fare una corsa per raggiungere il doposhow ma arrivano pari e il milione è ancora in sospeso.
- Vincitori: Duncan e Beth (Pareggio)
- Generi cinematografici: Pirati con riassunti delle puntate precedenti
- Premio: 1.000.000 $ (Non vinti da nessuno dei due concorrenti)

## Il "Doposhow": Chi vuole scegliere il milionario?
- Titolo originale: The Aftermath IV

### Trama
L'episodio inizia da dove era finito il precedente: Beth e Duncan sono arrivati pari nella sfida e hanno raggiunto insieme il Doposhow, con Geoff e Bridgette, assieme agli altri. Subito arrivati Geoff manda in onda delle immagini imbarazzanti su Chris, il quale, in precedenza, "si prende una pausa" e si trova in aeroporto con Chef, per partire per i Caraibi. Quest'ultimo si accorge di ciò che Geoff mandava in onda e così Chris e Chef s'avviano verso gli studi. Visto che nessuno sa come assegnare la vittoria, Harold propone che per vincere Beth e Duncan dovranno passare in alcune figure intagliate senza farle cadere. Entrambi riescono in tutte fino a quando Beth, esausta, s'impiglia la sua coda sulla sagoma, facendola cadere, e Duncan, invece, dovendo passare in una faccia di Harold, si fa prendere dal panico e la butta giù. Finita in pareggio anche questa sfida Geoff sta per mandare altre immagini su Chris quando egli entra in studio per riprendere in mano la situazione. Il subdolo conduttore propone agli ex partecipanti, naturalmente solo quelli di A tutto reality - Azione!, di fare delle domande o proporre sfide ai finalisti per poi decidere di votare Beth o Duncan. Dopo le domande, i concorrenti votano e la maggioranza dei voti va a Beth che vince il milione di dollari e sotto gli occhi di tutti compare Brady svelandogli la sua reale esistenza e Duncan, arrivato secondo, decide di rimettersi con Courtney per consolazione. Nel finale alternativo il vincitore è Duncan che bacia Courtney confermando la loro relazione affettiva e Beth, arrivata seconda , svela la reale esistenza di Brady, il suo fidanzato.
- Vincitore: Beth (Duncan nel finale alternativo)
- Eliminato: Duncan
- Premio: 1.000.000 $
- Commentatori con diritto di voto: Justin, Izzy, Courtney, Harold, Trent, Bridgette, Lindsay, DJ, Geoff, Leshawna, Heather, Gwen, Owen.
- Commentatori senza diritto di voto: Ezekiel, Eva, Noah, Katie, Sadie, Tyler, Cody.

## Caccia alle celebrità
- Titolo originale: Celebrity Manhunt's TDA Reunion Show

### Trama
Blaineley e Josh presentano il programma "Caccia alle celebrità" occupandosi dei destini del cast di A tutto Reality dopo la fine della seconda stagione. Lindsay e Beth sono andate a Parigi e visitano il Louvre dove però finiscono in prigione, per aver danneggiato la Gioconda; Beth è costretta alla fine a pagare la cauzione con il resto dei soldi della vincita, e la vendita della macchina dei suoi genitori. Owen tenta inutilmente di vendere attrezzi per il fitness. DJ e sua madre cercano di vendere la loro cucina, ma il cibo si rivela una schifezza ed i due finiscono a dover vivere su un autobus in povertà. Noah sembra aver trovato un lavoro misterioso. Ezekiel è tornato a casa dove continua a darsi arie da figo senza successo. Gwen ed Heather continuano a darsi battaglia tramite i loro blog-show; le due vengono anche invitate in studio dove finiscono per azzuffarsi. Harold, Justin, Trent e Cody hanno composto una boy-band chiamata Fratelli Reality che ha avuto successo finché non si sono separati a causa di Harold. Izzy è diventata una popolare attrice fin quando non ha esagerato con gli insulti a un macchinista sul set di un film. Tyler e Leshawna hanno provato a partecipare a degli show televisivi dove sostenevano sfide pericolose. Eva è diventata popolare su Internet e viene intervistata da una ragazza superfan, altruista e premurosa (Sierra). Sierra viene mandata da Blaineley come intervistatrice ai Gemmy Awards dove si ritrovano tutti. I ragazzi scoprono però di non essere stati invitati e Chris spiega loro che non fanno più notizia ed ha deciso di creare un nuovo show chiamato A Tutto Reality: Carogne. Rimasti fuori, i ragazzi assistono alle premiazioni da uno schermo vedendo la loro candidatura sconfitta. Sierra dice ai ragazzi di non mollare, soprattutto per i loro fan che li hanno seguiti ovunque e propone di dirottare l'intervista raggiungendo gli studi prima del nuovo cast. I ragazzi partono all'inseguimento, raggiungono l'autobus ma finiscono fuori strada precipitando in un burrone, salvandosi solo grazie al reggiseno di Leshawna che fa da elastico attutendo la caduta. I ragazzi si dividono: Geoff, Katie, Sadie, Trent, Eva, Beth e Justin decidono di andare a cercare aiuto. I ragazzi rimasti vengono tratti in salvo. Viene spiegato che non c'è mai stato alcun nuovo show e i ragazzi sono stati messi alla prova per vedere se erano ancora loro stessi. Così viene annunciata la nuova stagione di A Tutto Reality.
- Concorrenti selezionati per la terza stagione: Owen, Izzy, Duncan, Gwen, Bridgette, Courtney, Cody, Harold, Noah, Lindsay, DJ, Heather, Leshawna, Ezekiel, e Tyler più i nuovi Sierra, Alejandro.
- Concorrenti esclusi: Geoff, Katie, Sadie, Trent, Justin, Eva e Beth.